# Kanton Limogne-en-Quercy
Kanton Limogne-en-Quercy (francouzsky Canton de Limogne-en-Quercy) je francouzský kanton v departementu Lot v regionu Midi-Pyrénées. Tvoří ho 12 obcí.

## Obce kantonu
- Beauregard
- Calvignac
- Cénevières
- Concots
- Laramière
- Limogne-en-Quercy
- Lugagnac
- Promilhanes
- Saillac
- Saint-Martin-Labouval
- Varaire
- Vidaillac